# یواس‌اس سورپرایز (پی‌جی-۹۷)
یواس‌اس سورپرایز (پی‌جی-۹۷) (به انگلیسی: USS Surprise (PG-97)) یک کشتی بود که طول آن ۱۶۵ فوت ۰ اینچ (۵۰٫۲۹ متر) بود. این کشتی در سال ۱۹۶۸ ساخته شد.